# ニコライ・プチーリン
ニコライ・ゲオルギエヴィチ・プチーリン（ロシア語: Николай Георгиевич Путилин、ラテン文字転写例:Nikolay Georgievich Putilin、1954年4月26日 - ）は、ソビエト連邦出身のバス歌手。
サラトフ州イドルガの生まれ。クラスノヤルスクの音楽学校でエカテリーナ・イオフェルに声楽を学ぶ。1983年からスィクティフカルの劇場で歌手として活動をはじめ、1984年からカザンのムザ・ジャリリ記念タタール国立歌劇場に移籍する。1992年からマリインスキー劇場に所属。

## 註
1. ↑  “NIKOLAI PUTILIN”. 2018年3月16日時点のオリジナルよりアーカイブ。2018年3月16日閲覧。
2. ↑  “Путилин Николай Георгиевич”. 2018年3月16日時点のオリジナルよりアーカイブ。2018年3月16日閲覧。

| スタブアイコン | サブスタブ | この項目は、まだ閲覧者の調べものの参照としては役立たない、人物に関連した書きかけの項目です。この項目を加筆・訂正などしてくださる協力者を求めています（P:人物伝/PJ:人物伝）。 |